# Powhatan (Luisiana)
Powhatan es una villa ubicada en la parroquia de Natchitoches en el estado estadounidense de Luisiana. En el Censo de 2010 tenía una población de 135 habitantes y una densidad poblacional de 96,88 personas por km².

## Geografía
Powhatan se encuentra ubicada en las coordenadas 31°52′26″N 93°12′12″O / 31.87389, -93.20333. Según la Oficina del Censo de los Estados Unidos, Powhatan tiene una superficie total de 1.39 km², de la cual 1.39 km² corresponden a tierra firme y (0%) 0 km² es agua.

## Demografía
Según el censo de 2010, había 135 personas residiendo en Powhatan. La densidad de población era de 96,88 hab./km². De los 135 habitantes, Powhatan estaba compuesto por el 25.19% blancos, el 69.63% eran afroamericanos, el 0.74% eran amerindios, el 0% eran asiáticos, el 0% eran isleños del Pacífico, el 3.7% eran de otras razas y el 0.74% pertenecían a dos o más razas. Del total de la población el 5.19% eran hispanos o latinos de cualquier raza.